# Don Doko Don
Don Doko Don es un videojuego de plataformas desarrollado por Taito en 1989 para máquinas arcade.
Se hicieron dos conversiones del juego, una para la NES y otra para la TurboGrafx-16. Este juego cuenta con una secuela para la NES llamada Don Doko Don 2 la cual a diferencia del primero, es un plataformas horizontal típico.

## Argumento
Bob y Jim son dos hermanos enanos barbudos, que ven como la princesa y el rey del castillo de Marry Land son secuestrados. Al pasar esto el cielo se oscurece de repente. Bob y Jim irán tras los secuestradores para rescatar a la princesa y el rey.

## Modo de juego
Armados con un martillo de madera cada uno, Bob y Jim son los protagonistas del juego. El objetivo es simple, vencer a todos los enemigos de los niveles para pasar al siguiente. Cada 10 niveles hay un nivel de jefe, que al ser derrotado, se pasa a otra zona diferente de Marry Land. El juego consta de 50 rondas, más las 50 rondas inversas, accesibles mediante un truco, que van de la ronda 51 a la 101, que no son más que las mismas que las 50 primeras pero con mayor dificultad. En la ronda 101 los personajes se enfrentan al rey convertido en una vaca gigante. Para conseguir el final verdadero hay que pasarse las rondas inversas y derrotar al rey.
A lo largo del juego, hay ciertas rondas secretas accesibles.
Bob y Jim pueden aplastar a sus enemigos con sus martillos, dejándolos aplastados y aturdidos, pero estos pueden recuperarse y seguir moviéndose. Para destruir a los enemigos, tras aplastarlos, hay que cogerlos y lanzarlos contra alguna superficie o enemigo. Si arrojas a un enemigo contra otros, tanto el arrojado como los demás son destruidos, pero no siempre a todos les llega el golpe y son destruidos. Los personajes tienen una barra de poder que empieza a cero. Esta se llena según se van cogiendo ciertos ítems o se derrotan enemigos; si los personajes pierden una vida, la barra de poder vuelve a cero. Cuanto más llena esté la barra de poder, con más fuerza lanzarán los personajes a los enemigos aturdidos, pudiendo incluso arrojar enemigos y que estos atraviesen plataformas y paredes y choquen con otros enemigos.
En el juego aparecen ítems que mejoran las habilidades de los personajes como pueden ser objetos que aumenten la barra de poder, velocidad, poder del martillo, etc.